# Jöns Svanberg
Jöns Svanberg, född den 6 juli 1771 i Nederkalix socken, död den 15 januari 1851 i Uppsala, var en svensk präst, matematiker, astronom och idrottsfrämjare.

## Biografi
Svanberg föddes i ett allmogehem i Ytterbyn i Nederkalix.  Efter skolgång i Torneå, som möjliggjordes tack vare en farbror som var guldsmed där, kom han som 16-åring till Uppsala universitet, där han 1789 knöts till observatoriet och 1794 disputerade, varefter han blev docent i matematik. Under sin studietid var han även kurator för den Västerbottniska nationen. År 1803 förordnades han till Kungliga Vetenskapsakademiens astronom. Han var 1806–1811 professor i fältmätning vid Fältmätningskåren och 1811–1841 professor i matematik vid Uppsala universitet. Periodvis var han också universitetets rektor.
Den centrala händelsen i Svanbergs vetenskapliga karriär var den geodetiska gradmätningen i Tornedalen 1801–1803. Att Svanberg kom i fråga för uppgiften hade delvis att göra med att han hade anknytning till trakten. För gradmätningen fick han av Franska vetenskapsakademien det förnämliga Lalandepriset. Svanbergs forskningsverksamhet gällde i övrigt pendelförsök, försök för bestämmande av mått, mål och vikt samt hypoteser rörande världsrymdens temperatur.  
År 1841 tog Svanberg avsked som professor samt utnämndes till teologie doktor och verkade därefter som kyrkoherde i Alunda församling i närheten av Uppsala.
Svanberg grundade år 1796 Upsala Simsällskap, som är Sveriges äldsta idrottsförening och sannolikt världens äldsta simförening. 
Svanberg var ledamot av Vetenskapsakademien från 1798 och akademiens sekreterare 1803–1811. Han var också ledamot av Vetenskapssocieteten i Uppsala från 1798, och societetens sekreterare från 1829, ledamot av Kungliga Krigsvetenskapsakademien från 1802, ledamot av Kungliga Lantbruksakademien från 1815 samt ledamot av Franska institutet från 1815 och ledamot i ytterligare utländska vetenskapliga och lärda samfund.
Svanberg ligger begravd på Uppsala gamla kyrkogård. I Statens porträttsamling på Gripsholms slott återfinns en bröstbild utförd av Johan Gustaf Sandberg.

### Familj
Svanberg var gift med lantmätardottern Margareta Elisabet Merckell och blev far till bland andra Lars Fredrik och Adolf Ferdinand Svanberg. Systersöner till Jöns Svanberg var orientalisten Henrik Gerhard Lindgren och skeppsredaren Johan Bergman Olson. En brorson var sågverksägaren Per Adolf Svanberg.

## Bilder

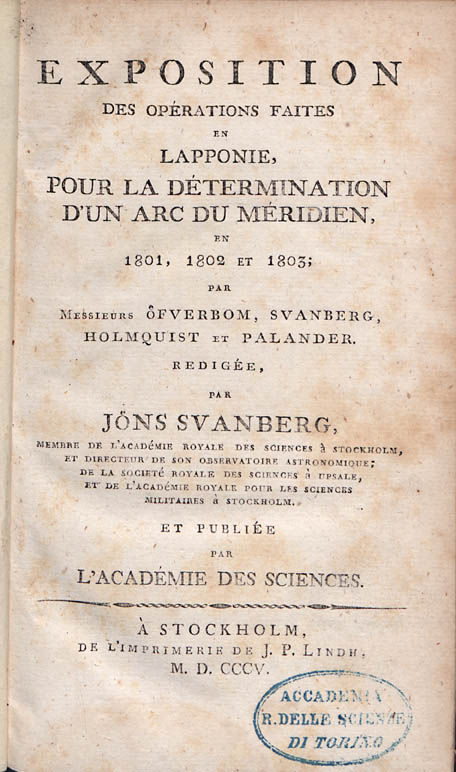
Gradmätningspublikation
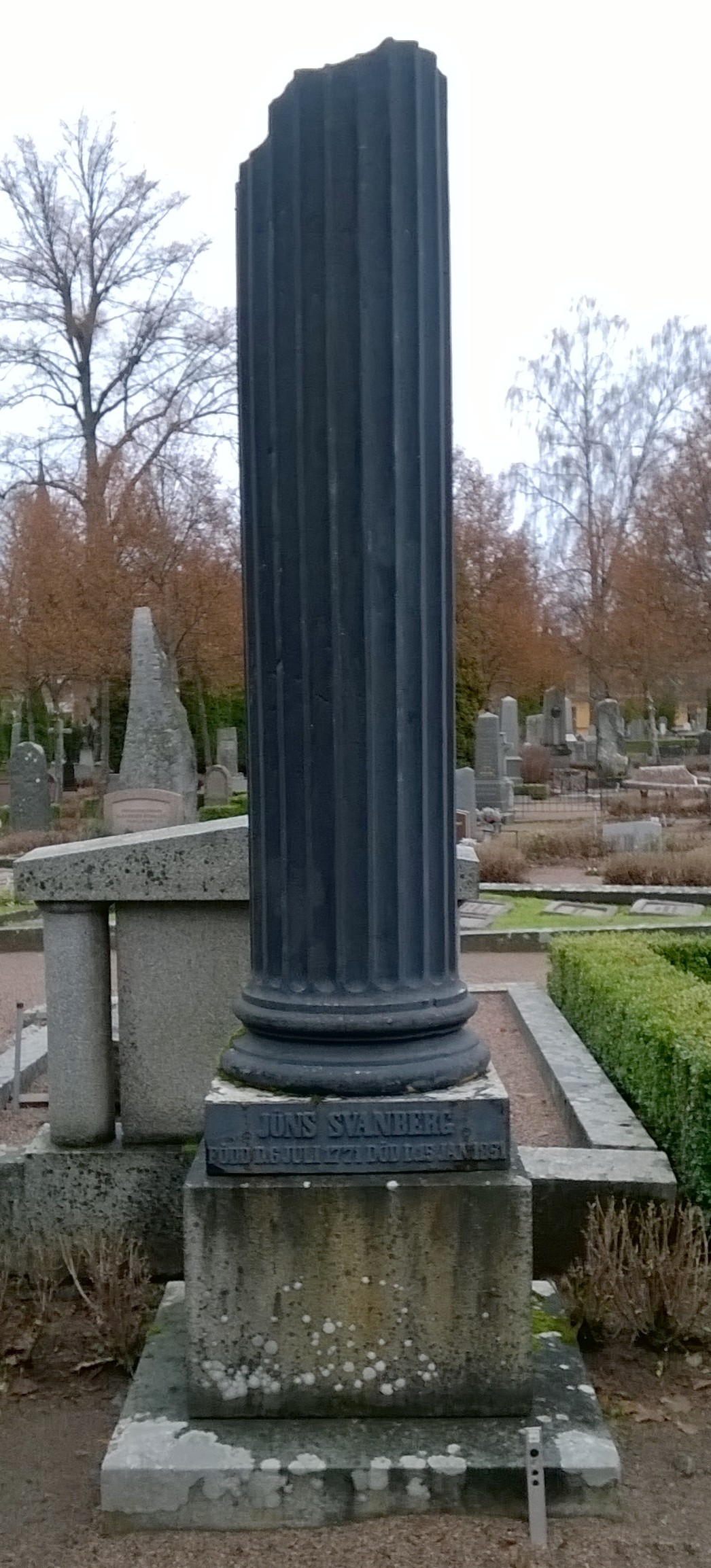
Jöns Svanbergs gravsten